# Смітфілд (Род-Айленд)
Смітфілд (англ. Smithfield) — місто (англ. town) в США, в окрузі Провіденс штату Род-Айленд. Населення — 22 118 осіб (2020).

## Демографія

### Перепис 2010
Згідно з переписом 2010 року, у місті мешкало 21 430 осіб у 7532 домогосподарствах у складі 4976 родин. Було 7906 помешкань
Расовий склад населення:
| - 95,7 % — білих - 1,3 % — азіатів - 1,2 % — чорних або афроамериканців - 0,1 % — корінних американців |

До двох чи більше рас належало 1,0 %. Частка іспаномовних становила 2,2 % від усіх жителів.
За віковим діапазоном населення розподілялося таким чином: 16,9 % — особи молодші 18 років, 65,8 % — особи у віці 18—64 років, 17,3 % — особи у віці 65 років та старші. Медіана віку мешканця становила 42,0 року. На 100 осіб жіночої статі у місті припадало 92,8 чоловіків; на 100 жінок у віці від 18 років та старших — 90,4 чоловіків також старших 18 років.
Середній дохід на одне домашнє господарство становив 99 516 доларів США (медіана — 81 010), а середній дохід на одну сім'ю — 118 074 долари (медіана — 98 065). Медіана доходів становила 71 103 долари для чоловіків та 52 012 долари для жінок. За межею бідності перебувало 3,7 % осіб, у тому числі 1,2 % дітей у віці до 18 років та 8,7 % осіб у віці 65 років та старших.
Цивільне працевлаштоване населення становило 10 768 осіб. Основні галузі зайнятості: освіта, охорона здоров'я та соціальна допомога — 29,6 %, роздрібна торгівля — 13,1 %, мистецтво, розваги та відпочинок — 10,6 %, науковці, спеціалісти, менеджери — 8,4 %.

### Перепис 2000
За даними перепису 2000 року
на території муніципалітету мешкало 20 613 людей, було 7 194 садиб.
Густота населення становила 299,3 осіб/км². З 7 194 садиб у 29,6 % проживали діти до 18 років, подружніх пар, що мешкали разом, було 57,9 %,
садиб, у яких господиня не мала чоловіка — 8,5 %, садиб без сім'ї — 30,6 %.
Власники 12,9 % садиб мали вік, що перевищував 65 років, а в 26,8 % садиб принаймні одна людина була старшою за 65 років. Кількість людей у середньому на садибу становила 2,47, а в середньому на родину 3,02.
Середній річний дохід на садибу становив 55 621 доларів США, а на родину — 66 320 доларів США. Чоловіки мали дохід 45 946 доларів, жінки — 31 981 доларів. Дохід на душу населення був 23 224 доларів. Приблизно 2,8 % родин та 4,3 % населення жили за межею бідності.
Медіанний вік населення становив 39 років. На кожних 100 жінок віком понад 18 років припадало 91,4 чоловіків.

## Відомі особистості
У місті народилась:
- Джина Раймондо (* 1971) — американський політик і венчурний підприємець.